# Felipe Alcaraz Masats
Luis Felipe Alcaraz Masats (Granada, 1 de març de 1943) és un polític i escriptor espanyol, ha estat diputat al parlament andalús, secretari general del PCA, diputat al Congrés dels Diputats, President Executiu del Partit Comunista d'Espanya i portaveu federal d'Izquierda Unida. És pare de l'entrenador de futbol Lucas Alcaraz.

## Biografia
Doctor en filologia romànica, exerceix com a professor universitari i fins i tot treballà un temps com a administratiu a Butano SA. S'inicia en la política en els anys cinquanta des de l'esquerra, com a part de l'oposició al franquisme. El 1973 s'afilia al Partit Comunista d'Espanya (PCE), per ingressar finalment en 1979 en el Comitè Central, i a les eleccions generals espanyoles de 1979 fou elegit diputat per Jaén.
El 1981 és triat secretari general del Partit Comunista d'Andalusia (PCA), càrrec que manté fins a 2002. Durant aquest període és diputat del Parlament d'Andalusia per Sevilla en 1982, 1986 i 1990, sent diverses vegades portaveu parlamentari del PCE i d'IU.
A les eleccions generals espanyoles de 1993, 1996 i 2000 és novament elegit diputat nacional per Sevilla, sent també portaveu d'IU al Congrés dels Diputats. Perd el seu escó a les eleccions generals de març de 2004. Al desembre del mateix any intenta disputar a Gaspar Llamazares la coordinació general d'Esquerra Unida en la VIII Assemblea Federal de la coalició, encara que finalment retira la seva candidatura donant suport a la d'Enrique Santiago.
Al XVII Congrés Federal del PCE (juny de 2005), i recolzat pel Partit Comunista andalús, arriba a un acord amb Francesc Frutos i Gras per presentar una llista conjunta, i serà escollit President Executiu amb el 80% dels vots. El 2008 anuncia que no es presenta a la reelecció a la presidència executiva i que abandona la primera línia política.
Va renunciar a la paga de pensió màxima vitalícia, a la qual tenia dret com a ex parlamentari, igual que el seu homòleg Julio Anguita.

## Obres
Novel·les
- Sobre la autodestrucción y otros efectos (1975)
- Informe d'una toma de partido en literatura (1977)
- El sueño de la libertad (1981)
- Amor, enemigo mío (1993)
- Extraños centinelas (2006)
- La muerte imposible (2009)
- La conjura de los poetas (2010)
- Tiempo de ruido y soledad (2011)

Poesia
- Azahar y caballo (1986)
- Conspiración de olvido (1988)
- Navegación de silencio (2003)